# Mount Mace
Mount Mace är ett berg i Antarktis. Det ligger i Östantarktis. Australien gör anspråk på området. Toppen på Mount Mace är 1 960 meter över havet, eller 163 meter över den omgivande terrängen. Bredden vid basen är 2,0 km.
Terrängen runt Mount Mace är platt åt nordost, men åt sydväst är den kuperad. Trakten är obefolkad. Det finns inga samhällen i närheten.